# Steatoda grossa
Steatoda grossa — вид аранеоморфних павуків родини павуків-тенетників (Theridiidae).

## Поширення
Вид досить поширений. Трапляється в Європі, Азії, Австралії та Новій Зеландії.

## Опис

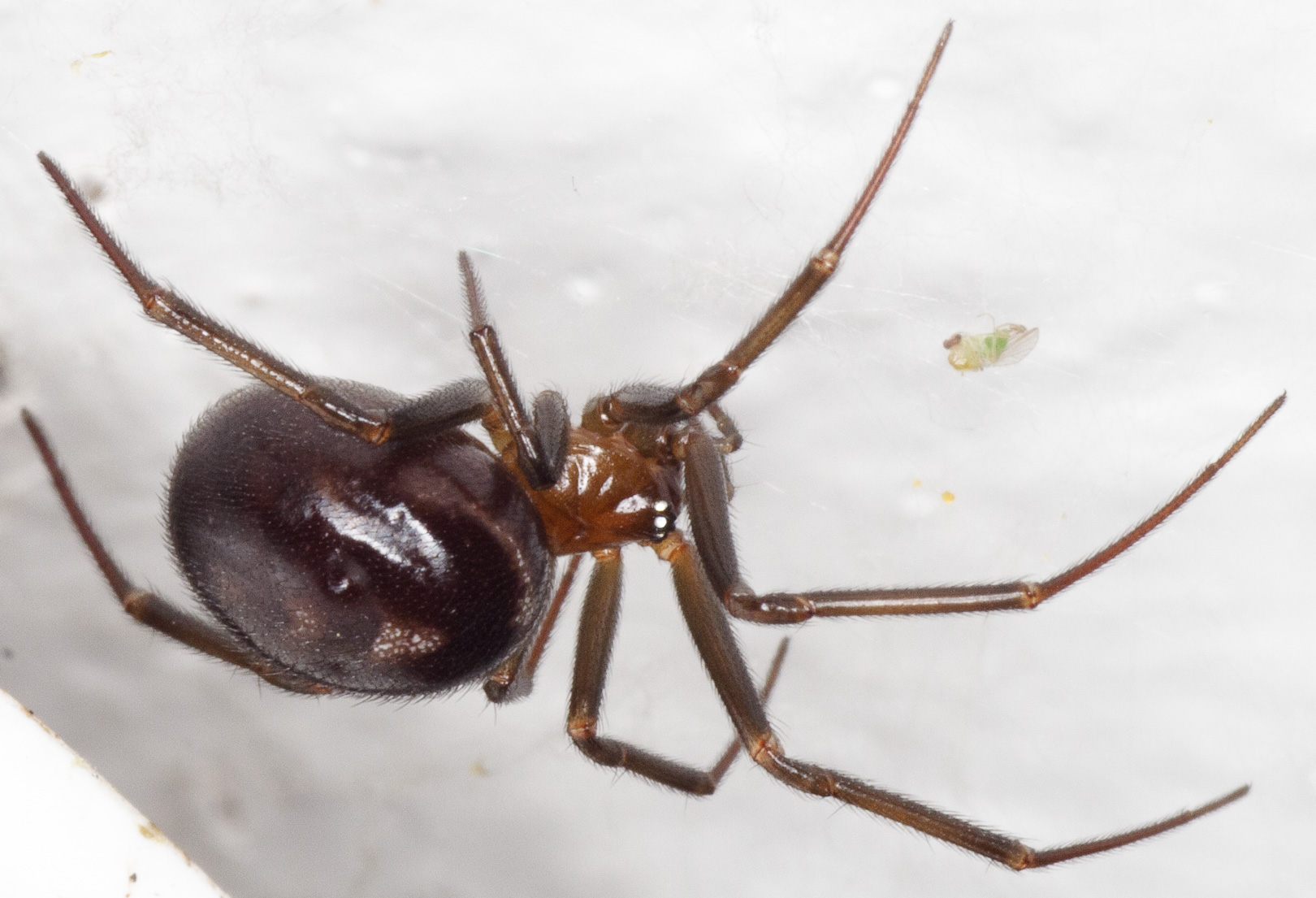
Самиця

Павук середніх розмірів, самиці близько 10-12 мм завдовжки, самці — близько 5-6 мм. Забарвлення тіла чорне, рідше темно-коричневе. Черевце невелике з плямами. У самців ці плями білі, у самиць — злегка червонуваті.

## Спосіб життя
Трапляється у лісах, пустках, так і в людських оселях. Веде нічний спосіб життя. Вдень ховається в затемнених місцях (дупла старих дерев, щілини, тріщини), а вночі виходить на полювання. Їжею служать невеликі комахи, головним чином мухи. Для лову здобичі використовує ловчі сітки з клейкими «крапельками». Деякі сітки можуть сягати до 4-5 метрів завдовжки. Жертву вбиває за допомогою отрути. Отрута проникає крізь хітиновий покрив і перетворює його нутрощі в живильний розчин протягом 5-30 секунд. Споживання жертви займає не більше 20 хвилин.

## Розмноження
Шлюбний період припадає на літо. Після його завершення самці гинуть. Самиці роблять кокон і відкладають в нього яйця. Зовні кокон нагадує шматочок бавовни. Весною з нього вилуплюються молоді павучки. Протягом місяця самиця годує молодь дрібними комахами.